# 핵기근
핵기근(Nuclear famine)은 핵전쟁에서, 핵폭탄이 터지면 핵겨울이 발생해 기근, 굶주림이 생긴다는 현상이다.

## 역사
1983년부터 핵겨울(nuclear winter)에 의한 식량 감산, 즉 핵기근(nuclear famine)이라는 피해가 알려졌고, 최근 연구 결과에 따르면 소규모 핵전쟁으로도 핵겨울이 최대 26년 지속되고 이에 따른 식량 부족으로 최대 20억 명이 사망할 수 있다는 연구도 발표되었다.

## 최근 연구
앨런 로보크 럿거스 대학교 교수는 오언 툰 교수와 함께 2000년대 중반부터 보다 정교해진 시뮬레이션을 이용해 핵전쟁이 일어났을 때의 상황을 연구하고 있다. 오언 툰 콜로라도대 볼더캠퍼스 교수는 당대 최고의 물리학자로 불리던 칼 세이건의 제자이다.
두 과학자는 2007년 국제학술지 '대기화학과 물리'(Atmospheric Chemistry and Physics)에 인도와 인도의 주적 파키스탄에서 15 kt 폭발력의 리틀 보이 50개가 각각 터졌을 경우를 시뮬레이션했다. 이때 발생하는 재와 연기는 약 500만t. 이들이 만들어낸 검은 구름은 이틀 사이에 상공 12㎞로 올라가고 불과 5일 안에 인도 파키스탄은 물론 아프리카 동쪽과 중국 서부 지역을 뒤덮는 것으로 나타났다. 9일 뒤에는 전 지구에서 검은 구름을 볼 수 있으며 49일 뒤에는 상공 50㎞에 다다르는 성층권까지 뒤덮는 것으로 조사됐다. 성층권을 덮은 검은 구름은 햇빛을 반사시켜 지구 온도를 1~2도 정도 떨어뜨린다. 17세기 지구 대기근의 원인이 됐던 소빙하기 시대가 도래하는 셈이다.지구의 평균 기온은 영하 1.25도로 떨어지고 10년이 지난 뒤에도 여전히 영하 0.5도 수준에서 머무르는 만큼 북반구에서는 눈과 얼음 범위가 약 15% 증가했다. 논문에 따르면 전 세계적인 대기 순환이 약화되면서 강수량이 10% 감소하고 이는 10여 년 동안 지속되는 것으로 나타났다.
이러한 연구 결과가 한국의 핵전쟁에 시사하는 점은, 북한이 핵미사일을 서울에 발사해도, 미국이 즉시 북한을 핵공격하지 않을 수도 있다는 점이다. 핵폭발이 많을 수록, 핵겨울에 의한 핵기근으로 미국이 피해를 입을 수 있기 때문이다. 즉 미국이 핵겨울이 두려워서 보복 핵미사일 수를 줄여서 발사하더라도, 북한은 이에 반발해 대량으로 핵미사일을 발사할 수 있으며, 그러면 미국에 핵기근이 닥치게 된다. 따라서, 북한이 서울에 핵공격을 해서 천만명이 몰살되더라도, 미국은 보복 핵공격을 매우 제한적으로 하거나, 전혀 안 할 가능성이 있다는 점을 저 논문이 시사하고 있다.
15 kt 폭발력의 리틀 보이 50발은 750 kt 폭발력이다. 2019년 현재 청주공군기지의 F-35 스텔스 전투기에는 340 kt B61 핵폭탄 2발을 장착할 수 있다. 북한도 1메가톤 폭발력의 핵미사일을 보유한 것으로 알려져 있는데, 한국 국방부는 1메가톤 폭발력일 경우 서울시 천만명이 전멸한다고 용산 전쟁 박물관 등에서 홍보하고 있다.

## 핵겨울
핵무기에 의한 화재는 그 규모가 폭발 그 자체의 1000배를 넘는 에너지를 갖는다. 핵폭탄이 폭발하면 모든 것들을 태우는데, 이 과정에서 수백만 톤의 검은 스모그가 하늘로 올라가게 된다. 폭발 온도가 굉장히 높기 때문에 고도 7 km 대류권 위로도 화염이 올라간다. 그 다음에 나머지는 더 낮고 어두운 스모그가 아래에 깔리게 된다. 고도 7 km 대류권 위의 성층권으로 스모그가 올라가면 비에 씻겨 나가거나 바람에 날리지 않으니까 계속 그 곳에 머무르게 된다. 이렇게 되면 햇빛이 차단되기 때문에 생물의 생장도 멈출 수밖에 없다. 수 년 동안 작물의 생산이 감소하게 되는 결과를 낳는다. 이것을 핵겨울이라고 부른다.

## 같이 보기
- 핵무기
- 제3차 세계대전